# Vesoljski turizem
Vesoljski turizem je izvajanje vesoljskih poletov za razvedrilo oz. oddih. To področje turizma je nastalo v začetku 21. stoletja, ko je Ruska zvezna vesoljska agencija pričela ponujati mesta na krovu plovil Sojuz pri odpravah na Mednarodno vesoljsko postajo za komercialne namene. Med letoma 2001 in 2009 je tako nastalo več zasebnih podjetij, ki so organizirala ta potovanja za interesente po ceni med 20 in 35 milijonov USD. Skupno je v tem obdobju v vesolje poletelo 7 vesoljskih turistov, od tega eden dvakrat. Leta 2010 je agencija zaradi povečane aktivnosti na Mednarodni vesoljski postaji prenehala s trženjem vesoljskih poletov, predvidoma naj bi z njim nadaljevala leta 2013.
Z izjemo poletov s Sojuzom je to področje turizma še v fazi zgodnjega razvoja in načrtov. Zasebna konkurenca državnim vesoljskim agencijam se je pričela oblikovati v zadnjih nekaj letih, s predstavniki, kot sta SpaceX in Virgin Galactic, ki načrtujejo komercialne podorbitalne polete v bližnji prihodnosti z začetno ceno v rangu 200.000 USD.